# Adamsburg
Adamsburg es un borough ubicado en el condado de Westmoreland en el estado estadounidense de Pensilvania. En el año 2000 tenía una población de 221 habitantes y una densidad poblacional de 323.7 personas por km².

## Geografía
Adamsburg se encuentra ubicado en las coordenadas 40°18′38″N 79°39′16″O / 40.31056, -79.65444.

## Demografía
Según la Oficina del Censo en 2000 los ingresos medios por hogar en la localidad eran de $38,750 y los ingresos medios por familia eran $45,000. Los hombres tenían unos ingresos medios de $29,000 frente a los $18,958 para las mujeres. La renta per cápita para la localidad era de $17,172. Alrededor del 10.4% de la población estaba por debajo del umbral de pobreza.